# Гнездовский, Яков Яковлевич
Я́ков Я́ковлевич Гнездо́вский (укр. Яків Гніздовський, хорв. Jakiv Hnizdovskij, пол. Jakób Gniazdowski, англ. Jacques Hnizdovsky; 27 января 1915, Пилипче — 8 ноября 1985, Нью-Йорк) — американский художник украинского происхождения, работавший в различных жанрах живописи и графики (портрет, пейзаж, натюрморт, иконопись, бытовой жанр, экслибрис, книжная иллюстрация, прикладная графика); искусствовед.

## Биография

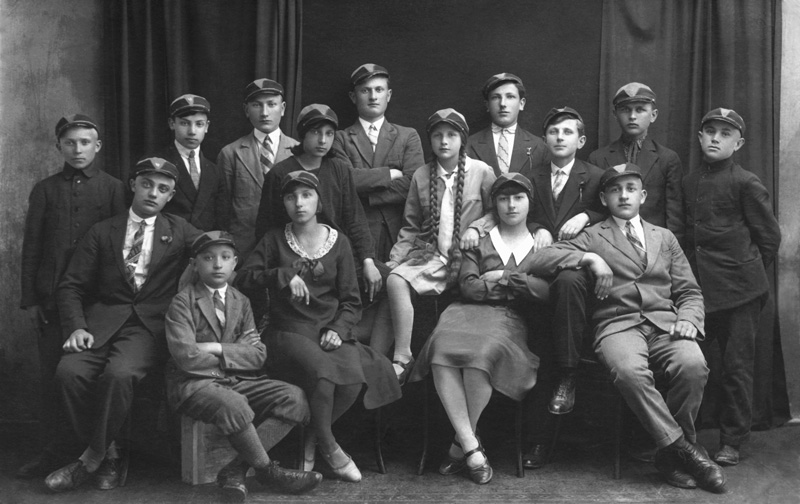
Класс, в котором учился Яков Гнездовский (сидит на ящике в переднем ряду; 1930-е)

Яков Гнездовский родился 27 января 1915 года в галицком селе Пилипче (ныне в Тернопольской области Украины). Семья Гнездовских имела шляхетское происхождение, и принадлежала к гербу Кораб. Учился в Чортковской гимназии. В 1933 году Гнездовский переехал во Львов, где учился во Львовской духовной семинарии.
Во Львове Яков жил в общежитии в одной комнате со студентами, связанными с украинским национальным подпольем. Весной 1934 года польская полиция устроила в общежитии обыск, во время которого были найдены пропагандистские листовки. Яков был арестован по подозрению в принадлежности к нелегальному кружку. Он провёл в тюрьме несколько дней. Во время суда он свидетельствовал о том, что не имел отношения к политической деятельности своих соседей по общежитию. Его попросили показать записную книжку и обнаружили, что во время заседания он нарисовал всех, кто находился в зале суда. Это произвело большое впечатление на присутствующих, — стало ясно, что Гнездовского ничто не интересует, кроме искусства. Все обвинения с художника были сняты. В 1938 году Гнездовский переехал в Варшаву. Там он учился в Варшавской Академии искусств.
С началом Второй мировой войны в 1939 году он уехал в Загреб, где учился в Загребской академии искусства (ныне Хорватия). Выехав из Загреба в 1944 году, Гнездовский оказался в лагере для перемещённых лиц близ Мюнхена, где пробыл до 1949 года.
В 1949 году Гнездовский переехал в США. Он поселился в городе Сент-Пол (Миннесота), где получил должность дизайнера в рекламной фирме «Браун энд Бигелоу» (англ. «Brown and Bigelow»). В 1950 году художник переехал в Нью-Йорк. Здесь он обосновался в Бронксе близ Ботанического сада и зоопарка.
В 1956—1958 годах он совершенствовал мастерство в Париже. Там же 16 февраля 1957 года он женился на Стефании Кузан — дочери выходцев с Украины после Первой мировой войны.
Яков Гнездовский умер 8 ноября 1985 года в Нью-Йорке и был похоронен в колумбарии Собора Иоанна Богослова. 5 ноября 2005 года состоялось перезахоронение урны с его прахом на Лычаковском кладбище во Львове.

### Семья
Отец — Яков Андреевич, мать — Марта Дмитриевна (урождённая Кубей).
Жена — Стефания (Фанни) Стефановна (урождённая Кузан), дочь — Мира Яковлевна.

## Творчество

### Ранний период

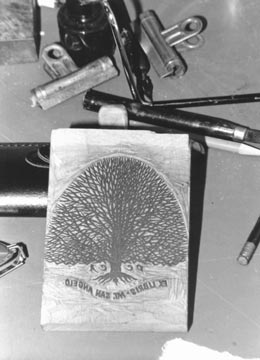
Экслибрис работы Я. Гнездовского

Склонность к рисованию проявилась у Якова ещё во время учёбы в гимназии: это были небольшие наброски людей, пейзажей, домашних животных. Во Львове Гнездовский активно включился в художественную жизнь города, вступив в молодёжное крыло Ассоциации независимых украинских художников (АНУМ). Карикатурист Эдвард Козак привлекает его к иллюстрированию львовской газеты «Новое время» и журнала «Комар». Талант молодого графика был оценён меценатом и большим знатоком искусства митрополитом Андреем Шептицким, который предоставил Гнездовскому стипендию для продолжения художественного образования в Варшавской Академии искусств, где он изучал живопись и графику.
Обучаясь в Загребской академии искусства Гнездовский также занимается в основном живописью. В это же время он обращает внимание на ксилографию. Его первые работы по дереву, созданные в 1944 году, представляют собой этюды фигур. Вдохновение Яков Гнездовский черпал в гравюрах Альбрехта Дюрера. Одна из самых оригинальных ранних гравюр художника «Куст», созданная им в том же 1944 году, содержит элементы, которые станут предвестниками его более зрелых работ. Сосредоточение на изолированной форме природы, заполнение пространства запутанным переплетением безлистых веток — это идеи, которые станут центральными для его стиля.
За то время, что Гнездовский прожил в лагере для перемещённых лиц близ Мюнхена, ему удалось создать лишь две ксилографии. Несмотря на это, он активно занимался графикой, работая ответственным художественным редактором украинского литературно-художественного ежемесячника «Арка», а также иллюстрируя, популярное среди украинской диаспоры, издание «Грань». Помимо этого художник работал над афишами, учебниками, рекламой, увлекался экслибрисами.

### Американский период
Дебютное признание в США художник получил в 1950 году на выставке графики в Миннеапольском институте искусств. За ксилографию «Куст» ему была присуждена вторая премия. Вторая награда была присуждена Гнездовскому через несколько недель на торгово-промышленной выставке штата Миннесота за картину «Яйца». Эта награда подтолкнула его к мысли переехать в Нью-Йорк для того, чтобы заниматься исключительно искусством.
В США Гнездовский вдохновился японской ксилографией. На своих работах по дереву он часто изображал растения и животных. Основной причиной этого стало отсутствие у художника необходимых средств для оплаты натурщиков после переезда в Нью-Йорк. Однако то, что поначалу было лишь вынужденной заменой, позднее стало его основной и любимой темой. Художник был хорошо известен во всех ботанических садах Нью-Йорка, там он находил добровольных бесплатных «моделей». Много таких «моделей», согласных позировать, как писал художник, «за арахис», он нашёл в Бронксском зоопарке. Одной из любимых «моделей» Гнездовского был орангутан Энди, который жил в «Доме обезьян» Бронксского зоопарка. Когда Энди скончался, Бронксский зоопарк сразу же приобрёл ксилографию с его изображением.
Другая любимая «модель» художника — овца из зоопарка Бронкса, позировавшая для одной из самых известных гравюр Гнездовского «Овцы». Эта гравюра была изображена на плакате очень успешной выставки Гнездовского в галерее Ламли Казале в Лондоне.
Гнездовский резал преимущественно на вишне, груше, буке или яблоне. Большинство ксилографий художника было напечатано на васи.

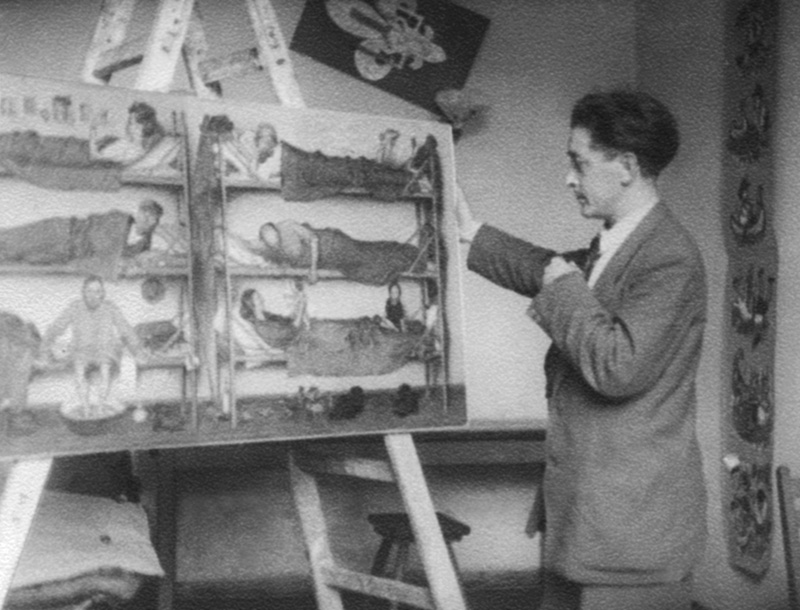
Я. Гнездовский у картины «Перемещённые люди» (1948)

В 1954 году состоялась его первая персональная выставка в США. Окончательное признание мастерства Гнездовского в США произошло, когда галерея Ассоциации американских художников в Нью-Йорке купила 220 оттисков его серии ксилографий «Сосны».
За два неполных года проживания в Париже, Гнездовский имел три успешные выставки. Там же он впервые выставил масляные картины, керамику и скульптуру малых форм. После 1960 года растущий художественный авторитет Гнездовского начал приобретать международное признание. Его работы широко экспонировались в странах Африки и на Ближнем Востоке, в Великобритании и Западной Германии, в Чехословакии и Японии. Его гравюры стали темой документального фильма «Овцы в дереве», который получил награду на кинофестивале в Нью-Йорке. Питер Вик, куратор отдела графики библиотеки Гарвардского университета, писал:

Ксилография Якова Гнездовского является одним из самых богатых и самых оригинальных свершений в американском графическом искусстве за последние тридцать лет.
— 
Яков Гнездовский — автор иконостаса для украинской грекокатолической церкви святой Троицы в Керхонксоне (Kerhonkson, штат Нью-Йорк).

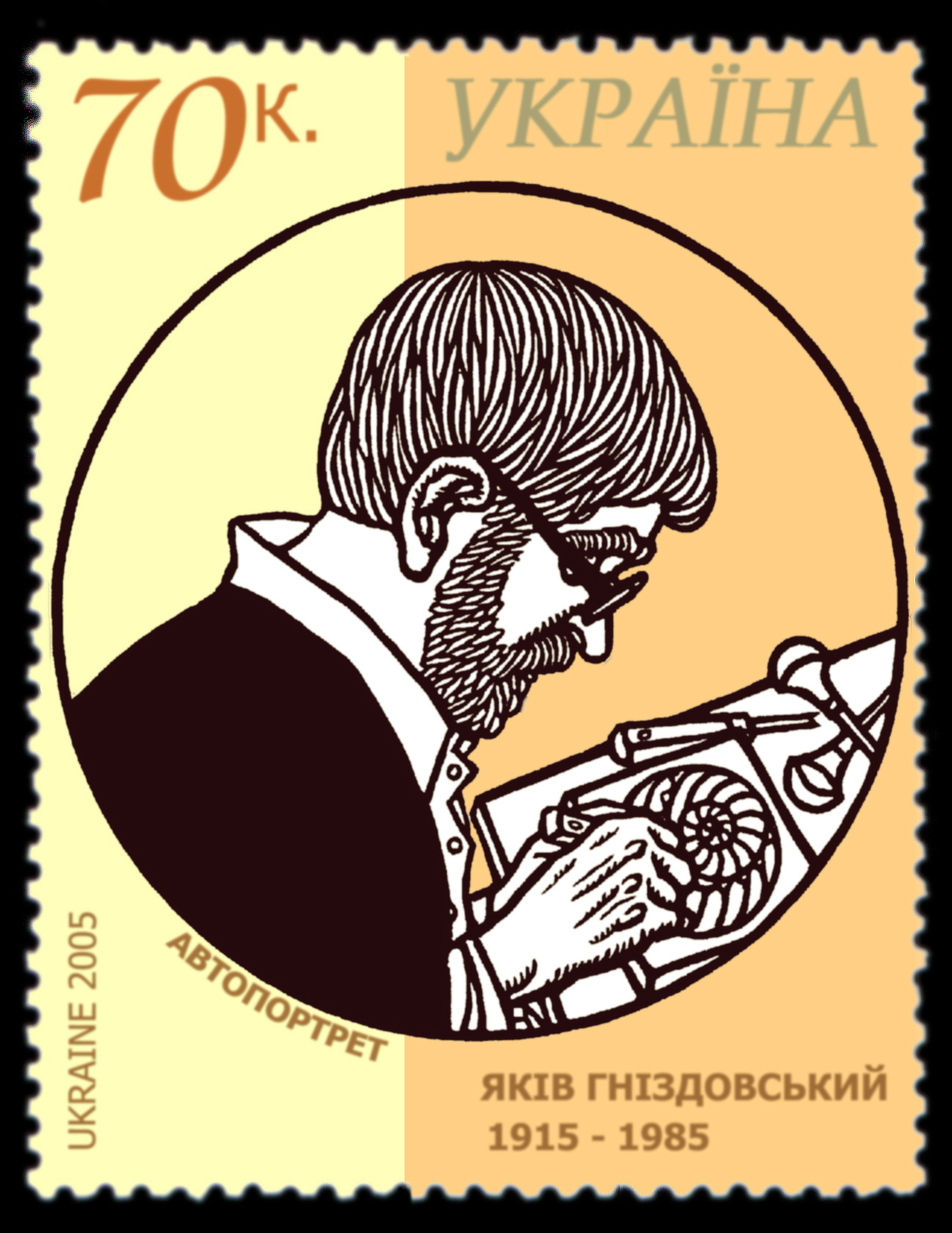
Я. Гнездовский. Автопортрет (стилизация марки Украины, А. Сдобникова)

Яков Гнездовский был членом редколлегии журнала экслибристов Великобритании и членом Американского общества любителей и создателей книжного знака, постоянным корреспондентом журнала Филадельфийского отдела Объединения украинских художников Америки (укр. Об'єднання українських мистців Америки; ОМУА) «Заметки из искусства». Он является автором ряда статей на художественные темы. Его наблюдения и размышления об искусстве «Пробуждённая царевна» и другие эссе на украинском языке вышли в 1967 году в Нью-Йорке отдельной книгой.

### Наследие Якова Гнездовского
Яков Гнездовский рисовал масляными красками и темперой, различными твёрдыми красителями, гравировал на деревянных и металлических досках, иногда прибегал к скульптуре малых форм. Его наследие составляет сотни картин, а также более 300 гравюр (ксилографии, офорты и линогравюры). В своё время две его картины — «Зимний пейзаж» и «Подсолнечник» украшали кабинет президента США Джона Кеннеди в Белом доме. Работы художника хранятся в частных собраниях и музеях, в частности в Библиотеке Конгресса, Бостонском музее, Филадельфийском музее, Университете Делавэр, Университете Вашингтона, Институте Батлер, фундации Вудварда, коллекции Нельсона Рокфеллера (США), а также в музеях Японии. Некоторые работы Якова Гнездовского находятся в фондах частной дизайнерской студии Галины Воскобойник (Галина Воскобійник) «Helen Woskob» в Стейт-Колледже (англ. State College штат Пенсильвания) и были представлены на выставках, организованных этим заведением.
В 1990 году вдова художника Стефания Гнездовская передала в дар музеям в Киеве, Львове и Тернополе ряд работ Якова Гнездовского, позднее работы художника были подарены музеям в Ивано-Франковске и Черновцах. Несколько оригиналов его графических работ хранятся в Борщёвском краеведческом музее. В 2005 году С. Гнездовская передала в дар Львовскому национальному музею бюст Якова Гнездовского работы Лео Мола (англ. Leo Mol).
Работы Гнездовского выставляются и публикуются в книгах в качестве иллюстраций. Его архивы размещаются в славянском и балтийском отделах Нью-Йоркской публичной библиотеки.

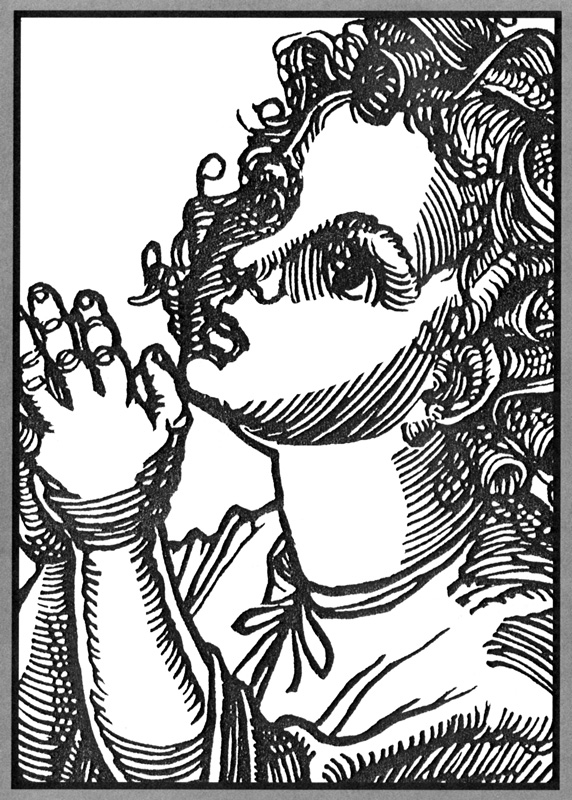
Молитва ребёнка
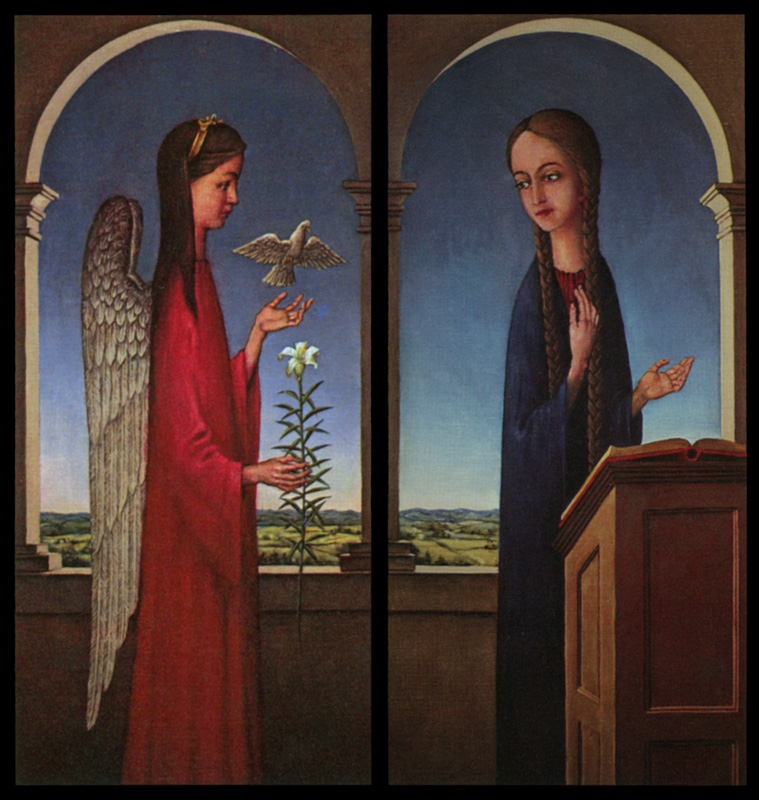
Благовещение Пресвятой Богородицы

### Создание марок
Яков Гнездовский является автором марок пластовой почты, которые издавались в нью-йоркском пластовом лагере «Волчья тропа».
Первая серия из четырёх марок, выполненных по проекту Гнездовского, была выпущена 29 мая 1954 года Пластовой командой Праздника Весны округа Нью-Йорк в честь Праздника Весны. Художник изобразил пластовый знак отличия и Святого Георгия, покровителя Пласта. Марка была отпечатана офсетной печатью в типографии Small Photo-Offset Reproduction в Нью-Йорке. Одновременно были изготовлены картмаксимумы. Марки гасились специальным штемпелем, выполненным по рисунку Я. Гнездовского.
28 августа 1961 года был выпущен блок из четырёх юбилейных марок в честь 50-й годовщины организации Пласт. Проекты этих марок были также подготовлены Яковом Гнездовским. На марках были запечатлены портреты основоположника Пласта Александра Тисовского, бывшего главы Пласта Северина Левицкого (Северин Левицький), золотой юбилейный значок Пласта и первая марка пластовой почты 1926 года.

## Память

Конверт со спецгашением Союза украинских филателистов и нумизматов в честь Я. Гнездовского (выставка UKRAINPEX, США, 1990)

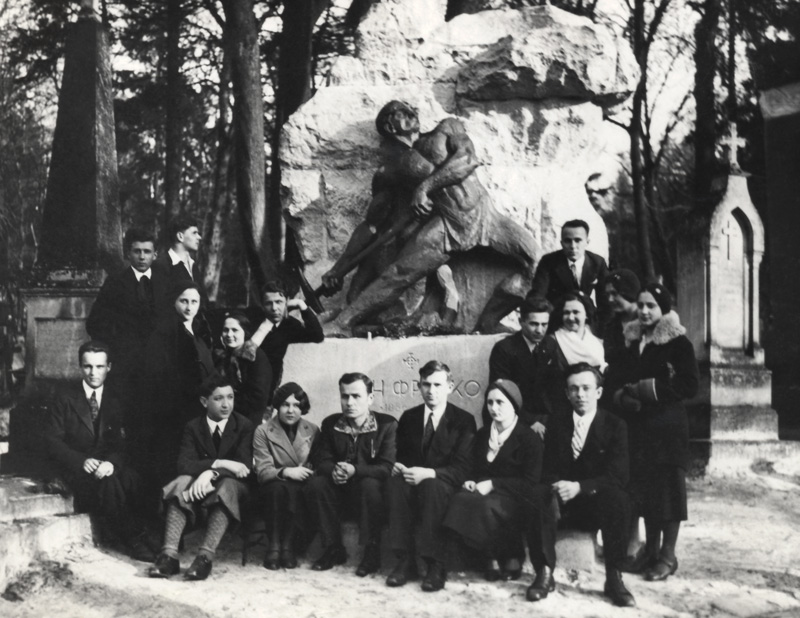
Я. Гнездовский (второй слева в переднем ряду) с группой семинаристов у могилы Ивана Франко на Лычаковском кладбище (1930-е)

В 1990 году Союз украинских филателистов и нумизматов (США) подготовил для выставки UKRAINPEX частный филателистический сувенир — конверт со спецгашением, который был посвящён художнику.
В 2005 году урна с прахом Якова Гнездовского была перевезена на родину художника и захоронена во Львове.
На памятник была помещена сделанная после окончания семинарии фотография, на которой Яков Гнездовский сидит у могилы Ивана Франко на Лычаковском кладбище и смотрит на то самое место, где позднее окажется его могила.
5 ноября 2005 года в Национальном музее во Львове открылась ретроспективная выставка произведений Якова Гнездовского из коллекций музеев Львова, Киева и Тернополя, посвященная перезахоронению праха художника во Львове, а также 90-летию со дня его рождения и 20-летию со дня смерти.
Имя художника носят улицы во Львове (до 1993 года улица Левандовская) и Борщёве.

## Книги, иллюстрирующие работы Я. Гнездовского
- Tahir A. M., Jr. Jacques Hnizdovsky Woodcuts and Etchings. — Pelican Publishing Co, 1987. — ISBN 0-88289-487-0.

В каталоге показаны все гравюры, созданные художником; каталог богато иллюстрирован.
- Tahir A. M., Jr. Hnizdovsky Woodcuts 1944—1975, a catalogue raissonné. — Pelican Publishing Co, 1975. — ISBN 0-88289-149-9, ISBN 0-88289-072-7, ISBN 0-88289-150-2.

В каталоге показаны гравюры, созданные между 1944—1975 годами; каталог богато иллюстрирован.
- Hnizdovsky J. Jacques Hnizdovsky Ex Libris / S. Hnizdovsky. — 1986. — ASIN B0007BYZ94.

В каталоге представлены 54 экслибриса, которые художник создал для друзей, семьи, музеев и библиотек.